# ハインツ・ランゲ
ハインツ・ランゲ（Heinz Lange、1917年 10月2日 - 2006年2月26日）は、70機の敵機を撃墜し、騎士鉄十字章を授与された第二次世界大戦時のドイツ空軍のエース・パイロットである。第51戦闘航空団（JG 51）の戦闘航空団司令を務め、最終階級は少佐であった。

## 経歴
ランゲは1917年 10月2日にケルンでドイツ帝国陸軍航空隊のパイロットの息子として生まれた。1937年にドイツ空軍に入隊し、操縦訓練を終えると初めに第234戦闘航空団/第4飛行中隊に、後に第132戦闘航空団と第26戦闘航空団（JG 26）/第II飛行隊に配属された。1939年7月に東プロイセンに駐留する第21戦闘航空団（JG 21）に配属された。
1939年9月のポーランド侵攻中に最初の作戦飛行に参加したランゲ少尉は10月30日にクヴァーケンブリュック（Quakenbrück）上空でイギリス空軍のブリストル ブレニム軽爆撃機を撃墜して初の戦果を挙げた。フランス侵攻後にJG 21/第I飛行隊は第54戦闘航空団（JG 54）/第III飛行隊に改称され、1940年8月にランゲはJG 54/第8飛行中隊で中尉に昇進した。
バルカン戦線 (第二次世界大戦)の期間中の1941年春にランゲはルーマニアのアラドから出撃し、機銃掃射攻撃と戦闘爆撃任務に従事した。
バルバロッサ作戦ではJG 54/第III飛行隊はレニングラードへ向け進撃する北方軍集団の援護を行い、ランゲは7機の戦果を挙げて1941年10月にJG 54/第1飛行中隊の飛行中隊長に任命された。1942年11月にはJG 51/第3飛行中隊の飛行中隊長となった。500回の作戦飛行出撃を達成した1943年2月に大尉に昇進し、8月22日にラボーチキン La-5、ヤコブレフ Yak-1と2機のイリューシン Il-2を撃墜して戦果の合計を40機とした。1944年1月にJG 54/第I飛行隊の飛行隊長に、5月にはJG 51/第IV飛行隊の飛行隊長に任命された。
10月15日にランゲは70機目の戦果を挙げて11月に騎士鉄十字章を授与された。1945年3月にJG 51/第IV飛行隊は装備機をFw 190 A-8とFw 190 D-9へ改編した。ランゲは4月にJG 51の戦闘航空団司令に任命されたが、4月末には再びJG 51/第IV飛行隊の飛行隊長の地位に戻った。ランゲの最後の出撃は4月29日であった。
ランゲは628回の作戦飛行に出撃し、70機の戦果を挙げた。1機を除くその全てが東部戦線での戦果であり、その中には24機のイリューシン Il-2と12機の双発爆撃機が含まれていた。
戦争終結後間もなくイギリスはドイツのFw 190 D-13の性能評価試験の実施を望み、フレンスブルクにおいて英武装解除飛行隊（British Disarmament Wing）はこの機種とホーカー テンペストの性能比較をしたがった。同飛行隊指揮官のエヴァンズ（Evans）はランゲ少佐に接近し、部隊員のパイロットとの模擬戦闘で操縦してくれるように頼んだ。ランゲはD-9型を僅か10回しか操縦したことがないにもかかわらずこれを引き受けた。
模擬空戦は高度3,000 mで弾薬を搭載せずにこの飛行分用の燃料だけを積んだ状態で行われた。両機は互角の性能を示した。ランゲ少佐はこのような模擬空戦の結果は個々のパイロットの技量に因る部分が大きいと評価した。その当時ランゲは自分が操縦したことがあるのがD-9でD-13は操縦したことが無いことに気付いていなかった。
戦後、ランゲはキール大学に入学し、法律を学んで法律分野の博士号 (Dr. jur.)を取得した。1950年8月にガーリング保険グループ（Gerling Insurance Group）で働き始め、1982年に引退した。

## 受勲
- 空軍名誉杯（1942年10月27日）
- ドイツ十字章金章（1943年5月17日）
- 鉄十字章（1939）
  - 2級
  - 1級
- 騎士鉄十字章（1944年11月18日）：第51戦闘航空団/第IV飛行隊の飛行隊長の大尉として[2]

## 参照
出典
1. 1 2  Crandal 2000, p. 17.
2. ↑  Scherzer 2007, p. 492.

参考文献
- Crandall, Jerry (2000). Yellow 10 The story of the ultra-rare Fw 190 D-13. Hamilton, MT: Eagle Edition Ltd. ISBN 0-9660706-3-1.
- Fellgiebel, Walther-Peer (2000). Die Träger des Ritterkreuzes des Eisernen Kreuzes 1939-1945.  Friedburg, Germany: Podzun-Pallas, 2000. ISBN 3-7909-0284-5.
- Obermaier, Ernst (1989). Die Ritterkreuzträger der Luftwaffe Jagdflieger 1939 - 1945 (in German). Mainz, Germany: Verlag Dieter Hoffmann. ISBN 3-87341-065-6.
- Patzwall, Klaus D. and Scherzer, Veit (2001). Das Deutsche Kreuz 1941 - 1945 Geschichte und Inhaber Band II. Norderstedt, Germany: Verlag Klaus D. Patzwall. ISBN 3-931533-45-X.
- Scherzer, Veit (2007). Die Ritterkreuzträger 1939–1945 Die Inhaber des Ritterkreuzes des Eisernen Kreuzes 1939 von Heer, Luftwaffe, Kriegsmarine, Waffen-SS, Volkssturm sowie mit Deutschland verbündeter Streitkräfte nach den Unterlagen des Bundesarchives (in German). Jena, Germany: Scherzers Miltaer-Verlag. ISBN 978-3-938845-17-2.